# Mike Powell
Michael Anthony "Mike" Powell (10. listopadu 1963, Filadelfie, Pensylvánie) je bývalý americký sportovec, atlet, dvojnásobný mistr světa a dvojnásobný stříbrný olympijský medailista ve skoku do dálky.
V roce 1991 na mistrovství světa v lehké atletice v Tokiu vylepšil a překonal o 5 centimetrů legendární 23 let starý světový rekord Boba Beamona z Letních olympijských her 1968 v Mexiku (označovaný kdysi také jako "skok do 3. tisíciletí") z 890 cm na 895 cm. V současnosti je tento výkon pro všechny dálkaře téměř nedosažitelný. S větrem už se Powell dokonce přenesl těsně přes 9 metrů, tento pokus mu však kvůli chybějícím údajům od větroměru nebyl uznán.
Na Letních olympijských hrách 1988 v jihokorejském Soulu a na Letních olympijských hrách 1992 v Barceloně získal Powell "pouze" stříbrnou olympijskou medaili ve skoku do dálky, neboť v obou případech jej porazil legendární americký atlet Carl Lewis. Reprezentoval také na olympiádě v Atlantě v roce 1996, kde ve finále obsadil výkonem 817 cm páté místo.
K jeho úspěchům patří také zlatá medaile ze světové letní univerziády v roce 1987 v Záhřebu. Vybojoval také stříbrnou a zlatou medaili na Hrách dobré vůle (Seattle 1990, Petrohrad 1994).
V roce 2004 ohlásil comeback, na americké kvalifikaci v Sacramentu chtěl splnit limit na letní olympijské hry v Athénách. Jeho návrat však nevyšel.

## Osobní rekordy
Dráha
- Skok daleký - 895 cm (Tokio, 1991);  (Současný světový rekord)

Hala
- Skok daleký - 844 cm (Barcelona, 1993)